# Tropa d'elit
Tropa d'elit (portuguès: Tropa de Elite, ˈtɾɔpɐ dʒi eˈlitʃi) és una pel·lícula brasilera d'acció i drama de l'any 2007. La pel·lícula és una història de ficció del BOPE (en portuguès: Batalhão de Operações Policiais Especiais) el Batalló d'Operacions Especials de la Policia Militar de Rio de Janeiro. És la segona pel·lícula del director José Padilha, que anteriorment havia dirigit l'aclamada Ônibus 1744. El guió va ser escrit pel guionista nominat al premi Óscar Braulio Mantovani, basat en el llibre Elite da Tropa escrit pel sociòleg Luiz Eduardo Soares, amb la col·laboració de dos capitans retirats del BOPE, André Batista i Rodrigo Pimentel. Ha estat doblada al català.

## Sinopsi
Nascimento (Wagner Moura), capità del BOPE, la Tropa d'Elit de Rio de Janeiro, és assignat per a comandar un dels equips que tenen com a missió apaivagar la favela situada sl Morro do Turano amb motiu de la visita del papa Joan Pau II d'aquell any.
El capità s'enfrontarà amb les seves pors internes a l'hora de complir amb les ordres dels seus superiors al mateix temps que tractarà de complir amb el seu desig i el de la seva dona, Rosane (Maria Ribeiro) de sortir de la línia del front del Batalló i trobar al substitut ideal.
Al mateix temps dos aspirants per a oficials de la Policia Militar de l'Estat de Rio de Janeiro: Neto (Caio Junqueira) i Matías (André Ramiro) estan ansiosos per entrar en acció i formar part de la Tropa d'elit.

## Repartiment
- Wagner Moura, Capità Roberto Nascimento
- André Ramiro, André Matias
- Caio Junqueira, Neto
- Milhem Cortaz, Capità Fábio
- Fernanda Machado, Maria
- Maria Ribeiro, Rosane
- Fábio Lago, Baiano
- Fernanda de Freitas, Roberta
- Paulo Vilela, Edu
- Marcelo Valle, Capità Oliveira
- Marcello Escorel,	 Coronel Otávio
- André Mauro, Rodrigues
- Paulo Hamilton, Soldat Paulo
- Thogun, Caporal Tião
- Rafael d’Avila, Xuxa
- Emerson Gomes, Xaveco
- Patrick Santos, Tinho
- Erick Maximiano Oliveira,	Marcinho
- Bruno Delia, Capità Azevedo
- André Santinho, Tinent Renan
- Ricardo Sodré, Caporal Bocão

## Inspiració
La pel·lícula està basada en Elite da Tropa, un llibre de dos policies del BOPE (Batalhão de Operações Policiais Especiais), André Batista i Rodrigo Pimentel, juntament amb el sociòleg i antropòleg Luiz Eduardo Soares, que proporcionaven un relat semi-fictici de la rutina diària del BOPE, així com alguns esdeveniments històrics, basats en les experiències dels dos policies del BOPE. El llibre va ser controvertit en el moment del llançament, en la seva descripció de la BOPE com una "màquina de matar", així com en la denúncia detallada d'un intent d'assassinat avortat al llavors governador d'esquerra de Rio de Janeiro, Leonel Brizola, i segons els informes va provocar que Batista fos increpat i censurat per la policia militar. L'escrit contenia algunes discrepàncies, però Soares no es va retractar de la seva novel·la. La novel·la va tenir una acollida única quan es va traduir el 2010. Hi va haver molts fans de la novel·la i la pel·lícula originals que van considerar que la traducció portuguesa-anglesa era deficient i no van seguir la pel·lícula i viceversa.

## Filtració
L'agost de 2007, abans de la publicació de la pel·lícula als cinemes, es va filtrar un tall preliminar de la pel·lícula que es va poder descarregar a Internet. El tall, que incloïa targetes de títol en anglès però sense subtítols, es va filtrar de l'empresa responsable de subtitular la pel·lícula, cosa que va provocar l’acomiadament d’una persona i la investigació criminal. Es va calcular que uns 11,5 milions de persones havien vist la versió filtrada de la pel·lícula el 2007.

## Recepció de la crítica
La crítica de la pel·lícula va ser dividida, però en general va ser ben rebuda pel públic.
Artur Xexéo, del periòdic O Globo va defensar al director: "creure que Jose Padilha dona suport a les pràctiques del BOPE per fer Tropa d'Elit, té tant sentit com acusar Francis Ford Coppola de tenir vincles amb la Màfia per dirigir “El padrí”.
Plinio Fraga, de “Folha de S. Paulo” va criticar la pel·lícula de manera negativa per semblar-se a una producció de Hollywood. El director de la pel·lícula va respondre dient que al Brasil, existeix una cultura de desvaloració cap a les pel·lícules ben rodades. “Si és ben filmada és Hollywoodiana”.
La revista cultural estatunidenca Variety, va realitzar una crítica sobre la pel·lícula poc abans del Festival de Berlín, classificant-la com a feixista.
A causa de tanta controvèrsia, Tropa d'elit va ser una de les pel·lícules brasileres més comentades de la història. Segons el Datafolha, el 77% dels habitants de Sao Paulo ja coneixen la pel·lícula.

## Popularitat i taquilla
Tropa d'elit es va convertir en una de les pel·lícules brasileres més populars de la història. Segons Datafolha, el 77% dels residents a São Paulo coneixien la pel·lícula. El boca-orella també va ser important per a la divulgació de la pel·lícula, un 80% de les persones que van qualificar la pel·lícula com a "excel·lent" o "bona", segons la mateixa enquesta. La pel·lícula es va estrenar a Rio de Janeiro i São Paulo el 5 d'octubre de 2007 (amb la intenció de ser considerada pel Ministeri de Cultura com a candidatura brasilera a l'Oscar a la millor pel·lícula de parla no anglesa). Va ser llançada a tot el país el 12 d'octubre de 2007. Al gener de 2008, 2,5 milions de persones l'havien vist als cinemes. A Rio i São Paulo, sense cap altra promoció que no fos cartellera, 180.000 persones van veure la pel·lícula durant el cap de setmana d'obertura.
La pel·lícula també va ser el número de portada de les dues revistes setmanals més importants del Brasil, Veja i Época. A principis de 2008 es va confirmar que Rede Globo produiria una sèrie de televisió basada en la pel·lícula. El 2011 Rockstar Games va recomanar la pel·lícula als fans del seu videojoc Max Payne 3, que s'ambienta al Brasil i que representa batalles entre unitats especials de policia i bandes de faveles.
Fora de Brasil, les ressenyes de la pel·lícula inicialment eren mixtes, però al cap de temps la pel·lícula es va rebre de manera més positiva. Basat en 34 ressenyes, la pel·lícula va rebre una qualificació d’aprovació del 53% a Rotten Tomatoes, amb el consens dels crítics que la qualificava de pel·lícula policíaca brasilera brutal i pesada amb una veu en off inútil. Manca d’atmosfera, exagera la violència i mai no ets segur d'on rau la seva moral."

## Premis
- 58è Festival Internacional de Cinema de Berlín: Ós d'or[17]
- Festival de Cinema de Lima 2008 : premi del públic[18]
- Premi APCA 2008 :
  - Millor director per José Padilha
  - Millor muntatge per Daniel Rezende
- Premis Cóndor de Plata 2009 : millor pel·lícula iberoamericana[19]